# Stuw- en sluiscomplex Linne
De stuw en het sluiscomplex van Linne vormt een geheel van waterwerken ter regulering van de Maas in de Nederlandse provincie Limburg, ten behoeve van de daarop plaatsvindende binnenvaart. Het complex ligt in de gemeente Maasgouw aan de gemeentegrens met de gemeente Roermond. Bij de sluis ligt buurtschap Osen.
Het complex bestaat uit een stuw, een waterkrachtcentrale met vier turbines, een vistrap en een sluis. De sluis verbindt de Maas met de stroomafwaarts gelegen Maas nadat deze rond de Lus van Linne gemeanderd is.
Stroomafwaarts gelegen ligt het Stuw- en sluiscomplex Roermond. De scheepvaart kan gebruik makend van Sluis Linne en Sluis Roermond de Maas bevaren, waarbij de meander van de Maas bij Linne afgesneden wordt. Ten westen van de sluis liggen nog twee sluiskolken van Sluis Heel die de Maas verbinden met het Lateraalkanaal Linne-Buggenum. Via deze sluis en dit kanaal heeft de scheepvaart een nog kortere route.

## Geschiedenis
Begin 20e eeuw wilde men de Maas beter geschikt maken voor de binnenvaart, die daarop reeds eeuwenlang plaatsvond. Een probleem was om een vaargeul van de juiste diepte te verkrijgen, teneinde de Maas bevaarbaar te maken voor schepen tot 2.000 ton laadvermogen. Daartoe diende de Maas te worden voorzien van een vijftal stuwen, namelijk te Linne, Roermond, Belfeld, Afferden/Sambeek en Grave. Naast elke stuw kwam een sluizencomplex. In 1915 werd het doel van het project omschreven als: het verkrijgen van een hoofdverkeersweg ten dienste van het vervoer van massa goederen uit eene streek, waar eene sterk ontwikkelde groot industrie te verwachten is. Rond deze tijd begonnen namelijk ook de Limburgse mijnen in toenemende mate te produceren en het vervoer van de steenkool geschiedde aanvankelijk slechts per spoor.
De stuw en sluizen werden in de jaren vanaf 1918 aangelegd.
Op 20 oktober 1925 werd de stuw als eerste stuwcomplex in de rivier de Maas door koningin Wilhelmina officieel in gebruik genomen. Op 22 oktober begon men met de aanleg van het Julianakanaal.
In 1929 was het gehele Maaskanalisatieproject voltooid.
In 1972 kwam het Lateraalkanaal Linne-Buggenum gereed met Sluis Heel, die direct ten westen van Sluis Linne was gebouwd. Hierdoor ontstond er een nog snellere route voor de scheepvaart.
In de jaren 1980 werd aan de zuidzijde van de stuw de Waterkrachtcentrale Linne gebouwd. Op 10 maart 1989 werd de eerste turbine in gebruik genomen en de vierde en laatste op 16 augustus 1989. Naast de centrale is een vistrap aangelegd om het hoogteverschil van 4,05 meter te overbruggen.